# Wiesław Kwak
Wiesław Kwak (ur. 1963 r. w Suchej Beskidzkiej) – polski rzeźbiarz, malarz, rysownik.
Ukończył Państwową Szkołę Sztuk Plastycznych im. A. Kenara w Zakopanem (w l. 1978–1983).
W latach 1983–1988 studiował na Wydziale Rzeźby w Państwowej Wyższej Szkole Sztuk Plastycznych (ASP) w Gdańsku. Dyplom z wyróżnieniem w pracowni prof. Franciszka Duszeńki (1988 r.). W latach 1989–1990 odbył staż w pracowni rzeźby prof. J. Cardot w paryskiej École nationale supérieure des beaux-arts. Dyrektor Miejskiego Ośrodka Kultury- Zamek w Suchej Beskidzkiej w latach 1991-2015. Twórca Galerii Sztuki w Suchej Beskidzkiej (1992).

## Nagrody (do 2006 r.)
- 1984 wyróżnienie w konkursie na projekt pomnika górników w Katowicach
- 1986 nagroda za rzeźbę w konkursie „Sopot’86”
- 1887 nagroda za rzeźbę w konkursie „Sopot ‘87”
- 1888 I nagroda w Ogólnopolskim Studenckim Biennale Małych Form Rzeźbiarskich
- 1990 stypendium twórcze Ministerstwa Kultury i Sztuki
- 1990 medal Towarzystwa Przyjaciół Sztuk Pięknych w Krakowie
- 1999 II nagroda artystyczna za projekt i realizację rzeźby „Cyborg a la fin du siecl” w XIV Concurs Internationale de Sculpture sur Neige-Vallore (Francja)
- 2006 Grand prix – 5. Międzynarodowym Konkursie „Terytorium Bieli”- Galeria EL, Elbląg.

## Wybrane wystawy (do 2013 r.)
- 1989 Triennale Portretu, BWA, Sopot
- 1989 „Primo non noncere”, BWA, Kraków
- 1990 Rzeźba (wystawa indywidualna), Galeria BLANC LIS, Paryż, (Francja)
- 1991 Wystawa stypendystów Ministerstwa Kultury i Sztuki, BWA, Bielsko-Biała
- 1992 „Rzeźba instalacja”, Galeria Manhattan, Łódź
- 1992 Ogólnopolskie Biennale Rzeźby, BWA, Kraków
- 1993 Wystawa Rzeźby, Galeria Arts’92, Sucha Beskidzka
- 1993 Biennale Małych Form Rzeźbiarskich, BWA, Poznań
- 1994 Ogólnopolskie Biennale Pasteli, BWA, Nowy Sącz
- 1995 Malarstwo Rzeźba (wystawa indywidualna), Galeria GOK, Krzeszowice
- 1997 Jesienny Salon Malarstwa i Rzeźby ZPAP, Pałac Sztuki, Kraków
- 1998 XII Biennale Internationale Dantesco, Rawenna (Włochy)
- 1998 Zimowy Salon Sztuki, BWA, Bielsko-Biała
- 1999 „Liniatura” (wystawa indywidualna), Galeria Sztuki, zamek, Sucha Beskidzka
- 2001 Rzeźba & Rysunek (wystawa indywidualna), Galeria Sztuki Współczesnej Solvay, Kraków
- 2002 XI Salon Plastyki Egeria, Miejska Galeria Sztuki, Ostrów Wielkopolski
- 2002 „Absolwenci - 125 lat Szkoły Kenara”, Miejska Galeria Sztuki, Zakopane
- 2003 XIV Biennale Internationale Dantesco „Dante Europeo”, Ravenna (Włochy)
- 2004 Rzeźba, Rysunek, Malarstwo, Galeria Sztuki, zamek, Sucha Beskidzka
- 2005 Rzeźba - Galeria Jaszbereny- Węgry
- 2006 Wystawa "Grupa ALTANA i przyjaciele"- Galeria ZPAP " Pryzmat"- Kraków
- 2007 I Międzynarodowe Triennale Rzeźby Plenerowej - Katowice
- 2007 "Kamienny ogród" - wystawa poplenerowa w Parku zamkowy w Suchej Beskidzkiej
- 2008 Rysunek-Grafika "Ezop" - Galeria Muzeum Regionalne w Radomsku
- 2011 Rzeźba – Galerie Gavart, Paris - Francja,
- 2013 Rzeźba/ Malarstwo – Galerie 43, Paris - Francja,